# Urbán Gyula (táblabíró)
Monyorói Urbán Gyula (Pest, 1815. december 16. – Brassó, 1903. február 24.) nagybirtokos, táblabíró, országgyűlési képviselő.

## Élete
Urbán József, 1828-ban nemesített pesti polgár és Keller Karolina gyermekeként született a fővárosban. Táblabíróként tevékenykedett, majd 1845-ben I. Ferenctől királyi adományként Monyoró birtokát kapta. 1848-ban tagja lett az országgyűlésnek, sógora volt az egyik aradi vértanú, gróf Leiningen-Westerburg Károly vezérőrnagy. Kivégzése után sógora holttestét Urbán Gyula vette át, majd saját birtokán temettette el.

## Családja
1843-ban vette nőül törökbecsei Sissányi Konstanciát (1825–1883), öt gyermekük született:
- Andor (1844–1904)
- Sarolta (1845–1925)
- Iván János (1846–1915) nagybirtokos, politikus, főispán; neje: jószáshelyi Purgly Mária (1848–1920)
- Ilona (1847–?); férje: almási Almay József (1843–1888)
- Szilárda (1848–1926)